# Пфиценмайер, Ойген Вильгельм

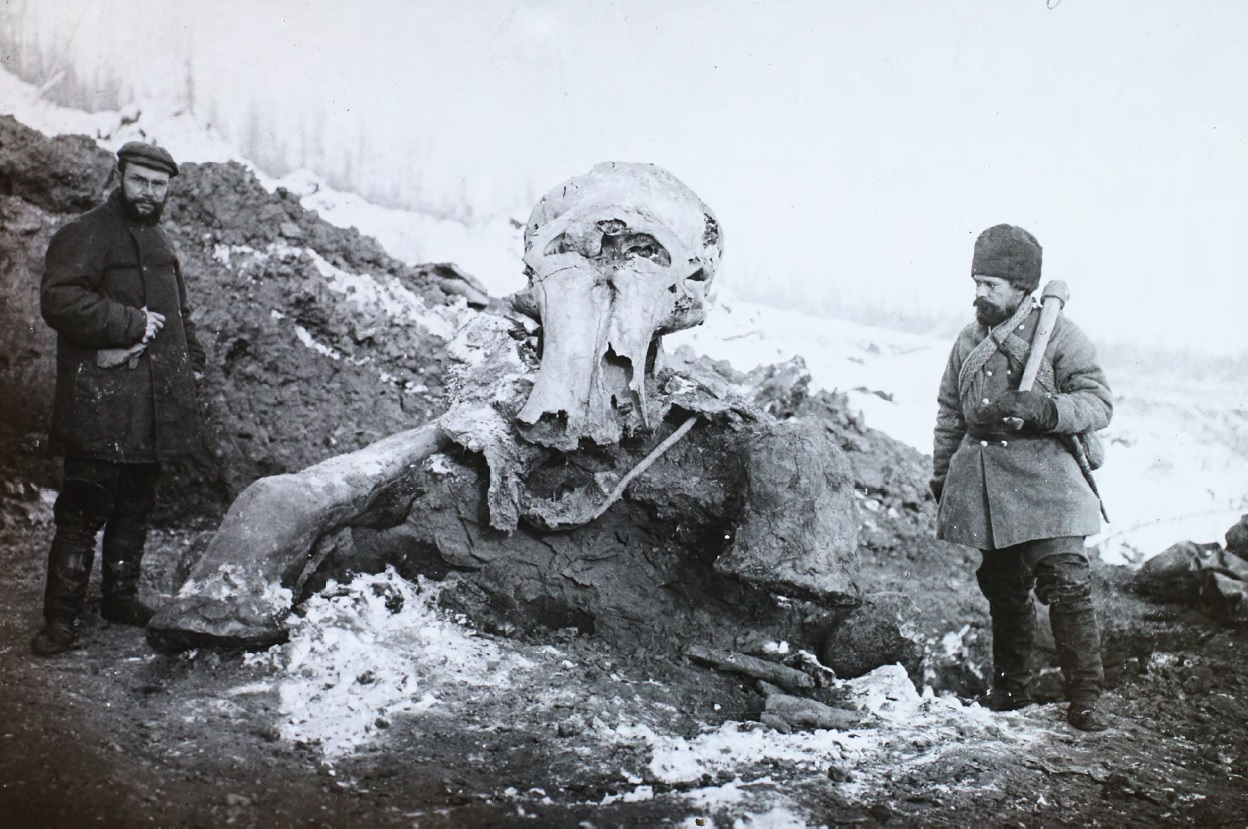
Труп Берёзовского мамонта на месте раскопок. Препаратор Евгений Пфиценмайер (слева) и Отто Герц (справа).

Ойген Вильгельм Пфиценмайер (нем. Eugen Wilhelm Pfizenmayer, в России Евгений Васильевич Пфиценмейер или Фиценмейер; 27 августа 1869, Бебенхаузен, ныне в составе Тюбингена — 20 декабря 1941, Ульм) — немецкий и российский палеонтолог и зоолог.
Родился в семье лесничего. Посещал Королевско-Вюртембергскую гимназию в Эрингене и в течение одного семестра 1894 г. – Королевское высшее техническое училище в Штутгарте. В 1897 г. приглашен в петербургский Зоологический музей в качестве препаратора, специализирующегося по скелетам. В 1901 году принял российское подданство. В 1902 году в составе экспедиции Академии Наук под руководством О. Ф. Герца отправился в район реки Берёзовки для обследования найденных там останков мамонта. Исполняя в экспедиции обязанности препаратора, обеспечил транспортировку обнаруженного Берёзовского мамонта в Санкт-Петербург. Попутно собрал также для Зоологического музея коллекцию млекопитающих Сибири.
С 1908 года – консерватор зоологического отдела Кавказского музея в Тифлисе. В том же 1908 г. принимал участие в экспедиции К.А. Волосовича за мамонтом на Новосибирские острова (мамонт позднее был подарен Парижскому музею естественной истории).
Во время Первой мировой войны был в 1916 году арестован по обвинению в шпионаже. В 1917 году выпущен, но был вынужден вернуться в Германию.
Свой отчёт о колымской экспедиции опубликовал в 1926 году (нем. Mammutleichen und Urwaldmenschen in Nordost-Sibirien). В 1928 году вышел русский перевод, «В Сибирь за мамонтом. Очерки из путешествия в северо-восточную Сибирь»; опубликованы также английский, японский, венгерский переводы. Напечатал также отдельным изданием очерк «Картины охоты и народа на Кавказе» (нем. Jagd- und Volksbilder aus dem Kaukasus; 1929) и др..